# Finsko na Zimních olympijských hrách 2014
Finsko na Zimních olympijských hrách 2014 v Soči reprezentovalo 103 sportovců v 9 sportech.

## Medailisté
| Medaile | Jméno                                                                            | Sport         | Disciplína          |
| ------- | -------------------------------------------------------------------------------- | ------------- | ------------------- |
| Zlato   | Iivo Niskanen Sami Jauhojärvi                                                    | Běh na lyžích | Muži sprint dvojic  |
| Stříbro | Enni Rukajärviová                                                                | Snowboarding  | Ženy slopestyle     |
| Stříbro | Anne Kyllönenová Aino-Kaisa Saarinenová Kerttu Niskanenová Krista Lähteenmäkiová | Běh na lyžích | Ženy štafeta 4x5 km |
| Stříbro | Aino-Kaisa Saarinenová Kerttu Niskanenová                                        | Běh na lyžích | Ženy sprint dvojic  |
| Bronz   | Soupiska mužů                                                                    | Lední hokej   | Muži lední hokej    |